# Piozzano
Piozzano (Piusàn in dialetto piacentino) è un comune italiano di 562 abitanti della provincia di Piacenza in Emilia-Romagna.
Il comune fa parte dell'Unione Montana Valli Trebbia e Luretta.

## Geografia fisica
Il territorio comunale di Piozzano è situato quasi interamente nell'alta val Luretta, valle dell'Appennino ligure posizionata tra la val Trebbia ad est e la val Tidone ad ovest, terminando alle pendici del monte Serenda (759 m s.l.m.) dove le due valli si riuniscono. Due piccole porzioni del territorio si trovano nelle valli dei torrenti Chiarone e Lisone, affluenti del Tidone.
Il territorio comunale, attraversato da sud a nord dal torrente Luretta, si stende sulla media ed alta collina all'interno della zona DOC dei colli piacentini. Permane un ambiente naturale integro ed un clima temperato privo di sbalzi eccessivi. Il territorio comunale è attraversato dalla strada provinciale nº 65 che conduce al passo della Caldarola.

## Storia
Il territorio fu abitato sin dalla preistoria: i primi insediamenti nella zona si devono ai liguri. In epoca romana, nella tabula alimentaria traianea vengono citate le località di Vicus Pomarius (divenuta successivamente Pomaro), Canianum (Montecanino) e Vidiano.
In epoca longobarda il territorio fu parte dei possedimenti dell'abbazia di San Colombano di Bobbio. Nel periodo compreso tra la fine dell'VIII e l'inizio del IX secolo vennero costruite diverse chiese nella zona tra cui la chiesa di San Vitale di Pomaro e la chiesa di San Salvatore di Piozzano. Intorno all'anno Mille buona parte della zona, così come la vicina val Tidone, era ancora assoggettata al controllo monastico: risale a questo periodo la costruzione di diversi castelli nel territorio, come quello di Monteventano.
Nel basso Medioevo la zona, risentendo della relativa vicinanza con la città di Pavia, schierata a favore della fazione ghibellina che appoggiava gli imperatori Hohenstaufen, fu teatro di diversi scontri tra truppe provenienti dal pavese e quelle truppe provenienti da Piacenza, dove era al potere la fazione guelfa.
Nel 1164 la zona di Piozzano fu invasa dalle truppe di Federico Barbarossa il quale, supportato anche da un contingente di soldati pavese, rase al suolo i manieri di Monteventano e Montecanino. A seguito della discesa del Barbarossa il controllo sul territorio piozzanese venne affidato conti di Lomello, originari di Pavia. Sia il castello di Monteventano sia il castello di Montecanino vennero ricostruiti negli anni successivi, periodo in cui la zona fu di nuovo teatro di combattimenti tra guelfi e ghibellini.
Nel 1242 il castello di Pomaro venne distrutto da parte delle truppe di Obizzo Malaspina, evento a seguito del quale il forte non venne mai più riedificato. Nel 1255 fu il castello di Groppo Arcelli a venire raso al suolo, a seguito dell'attacco sferrato dalle truppe di Oberto Pallavicino, mentre nel 1268 il castello di Monteventano subì la distruzione per la seconda volta da parte di truppe ghibelline.
Entrato successivamente a far parte del Ducato di Milano, così come gran parte del piacentino, nel 1408 Monteventano venne infeudato da parte del duca Giovanni Maria Visconti ai conti Arcelli; quattro anni più tardi il successore di Giovanni Maria, Filippo Maria Visconti, concesse alla famiglia Arcelli anche Piozzano. Successivamente, intorno al 1440, Francesco Sforza investì il feudo a Francesco Della Veggiola, il quale pochi anni più tardi venne condannato a morte dai piacentini con l'accusa di tradimento.
Nel 1467 il duca di Milano Galeazzo Maria Sforza inserì i centri di Piozzano, Vidiano Soprano, Pomaro, S. Gabriele, Bosonasco, Montebello e Groppo all'interno della contea di Borgonovo, che era stata creata dal padre, Francesco Sforza, nel 1451 e assegnata a Sforza Secondo Sforza, figlio naturale del duca e, quindi, fratellastro di Galeazzo. Negli anni successivi, l'investitura su Piozzano e Monteventano fu rinnovata alla famiglia Arcelli; nel 1518 Antonio Alberto Arcelli, allora feudatario, fu condannato alla pena capitale e, in seguito, ucciso a Piacenza dopo essere stato accusato di aver coniato moneta falsa.
Nel XVI secolo la zona di Piozzano entrò a far parte del Ducato di Parma e Piacenza, sul cui trono ascese la famiglia Farnese, la quale nel 1633 concesse il feudo di Piozzano alla famiglia Peveri Fontana. Nel 1636 il castello di Piozzano subì la distruzione ad opera di truppe spagnole; a seguito di ciò venne costruito nei pressi di Piozzano un nuovo castello, denominato Casanova in contrapposizione al precedente edificio. Il piozzanese rimase alla famiglia Peveri Fontana fino al periodo compreso tra la fine del XVIII e l'inizio del XIX secolo, quando ad essa subentrò la famiglia Rizzi.
Con l'istituzione dei comuni in seguito alla riorganizzazione amministrativa attuata da Napoleone nel 1806 venne istituito il comune di Pomaro. La sede comunale, inizialmente posta a Pomaro, fu poi trasferita nella frazione di Montecanino. Nel 1862 il comune cambiò nome in Pomaro Piacentino.
Pomaro rimase capoluogo comunale fino al 1875, quando tramite un regio decreto venne disposto il trasferimento della sede comunale dalla frazione di Montecanino alla frazione di Piozzano, situata nel fondovalle. Nel 1877 venne cambiata conseguentemente anche la denominazione del comune, che diventò Piozzano. Nonostante il trasferimento, la sede originaria del comune venne comunque ricordata nello stemma, che presenta un albero carico di mele posto in cima a una collina.
Durante la seconda guerra mondiale, nell'ambito della resistenza partigiana, la zona di Piozzano ospitò dei distaccamenti partigiani: in particolare, il castello di Monteventano fu sede di un distaccamento autonomo delle brigate Giustizia e Libertà guidato dal partigiano Ludovico Muratori detto Muro.

### Simboli

Stemma del comune di Piozzano

Lo stemma di Piozzano, un albero carico di mele posto in cima a una collina, ricorda la primitiva sede comunale di Pomaro.

## Monumenti e luoghi d'interesse
Castello di BosonascoCastello medievale successivamente rimaneggiato pesantemente rispetto al suo aspetto originale e trasformato in casa colonica. Non è mai citato in atti medievali.
Castello di CasanovaSorge sulla sponda destra del torrente Luretta, di fronte al capoluogo comunale. Si caratterizza per una struttura rettangolare con torri poste sugli angoli, delle quali tre ancora presenti e una demolita, e una pusterla con ponte levatoio, di cui restano alcune tracce. L'edificio ha subito pesanti modifiche, le principali riguardanti le costruzioni più alte, abbattute poiché pericolanti. Il cortile interno presenta un loggiato con doppio ordine.
Castello di CuccavelloInizialmente di proprietà della famiglia Landi, passò in seguito agli Arena, che già estendevano il loro potere su Montecanino, a cui rimase fino al 1697 quando, con l'estinzione della casata, arrivò tramite un'eredità alla famiglia Arcelli. Dell'originario castello rimane una costruzione a pianta rettangolare di forma allungata con contrafforti in pietra.
Castello di Groppo ArcelliComplesso di secondaria importanza dal punto di vista militare, è stato in gran parte demolito nel corso del tempo, con la costruzione, nel luogo in cui sorgeva, della chiesa parrocchiale. Del forte rimangono alcune parti dell'ingresso dove sono ancora visibili le tracce del ponte levatoio che vi era presente.

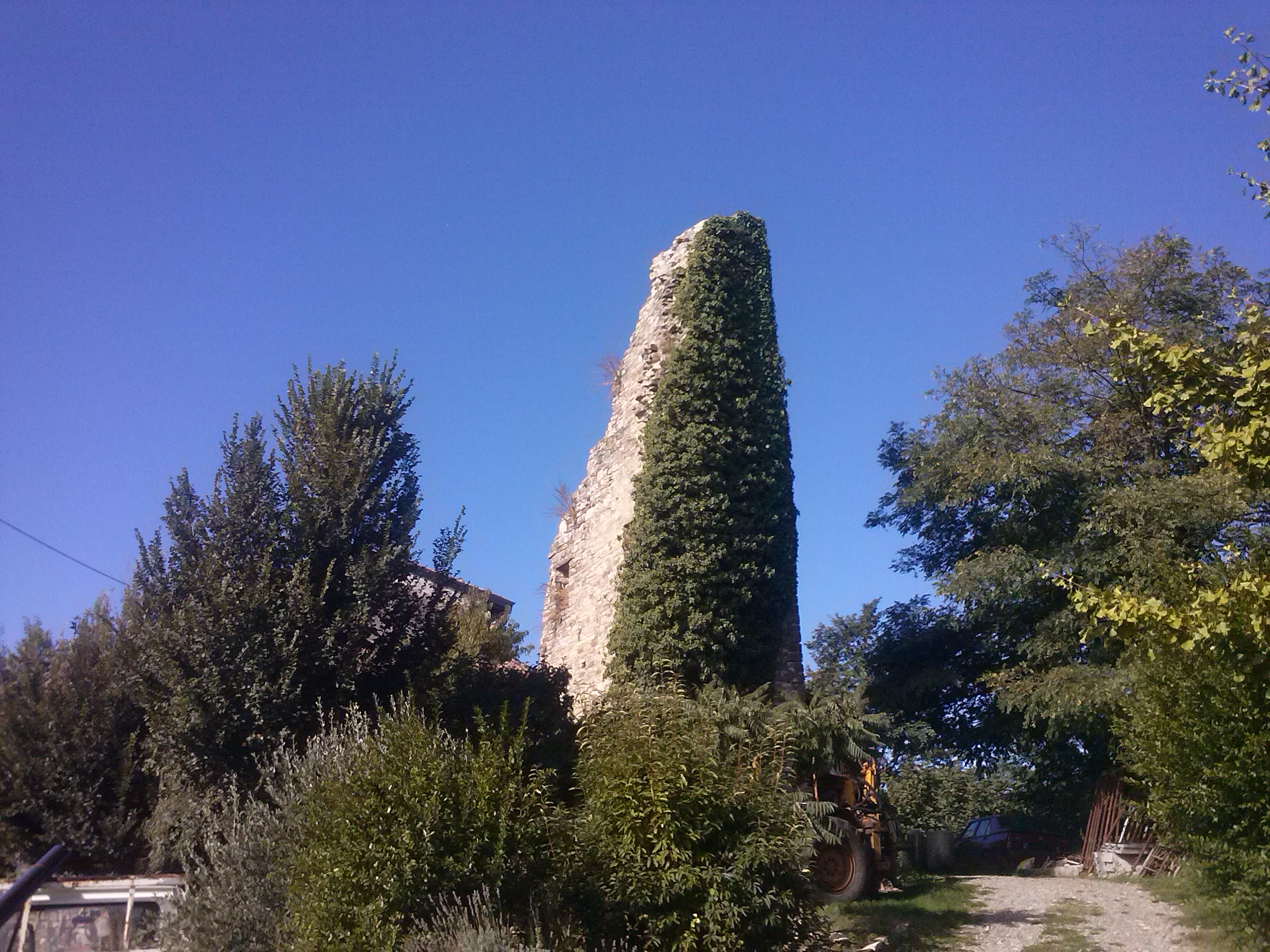
I resti del castello di Montecanino

Castello di L'ArdaraComplesso locato su un promontorio circondato da pareti scoscese su tre quarti dei lati, si presenta in buone condizioni di conservazione grazie a un restauro, pur se con un aspetto profondamente rimaneggiato rispetto all'originale. Il mastio originale, parzialmente inglobato in costruzioni più recenti, presenta un arco gotico realizzato in arenaria. Sulla cinta fortificata esterna sono presenti i resti di due torri a cuspide poste sul lato che dà sulla pianura e due torri di minore altezza sul lato a monte; sullo stesso lato si trovava l'ingresso con un portale in pietra parzialmente conservato.
Castello di MontecaninoCostruito nell'XI secolo, venne distrutto negli anni '60 del XII secolo dal Barbarossa. In seguito venne ricostruito passando più volte di mano fino a diventare di proprietà degli Scotti nel 1528. Nei secoli successivi cadde in rovina e, quando nel XIX secolo fu acquistato dai Casati erano presenti solo alcuni resti. Dell'originario imponente complesso, dotato di 6 torri, rimangono alcuni corpi e tratti di mura perimetrali. Il dongione fu demolito nel 1963 a causa del rischio di crollo dovuto allo stato di abbandono in cui versava.

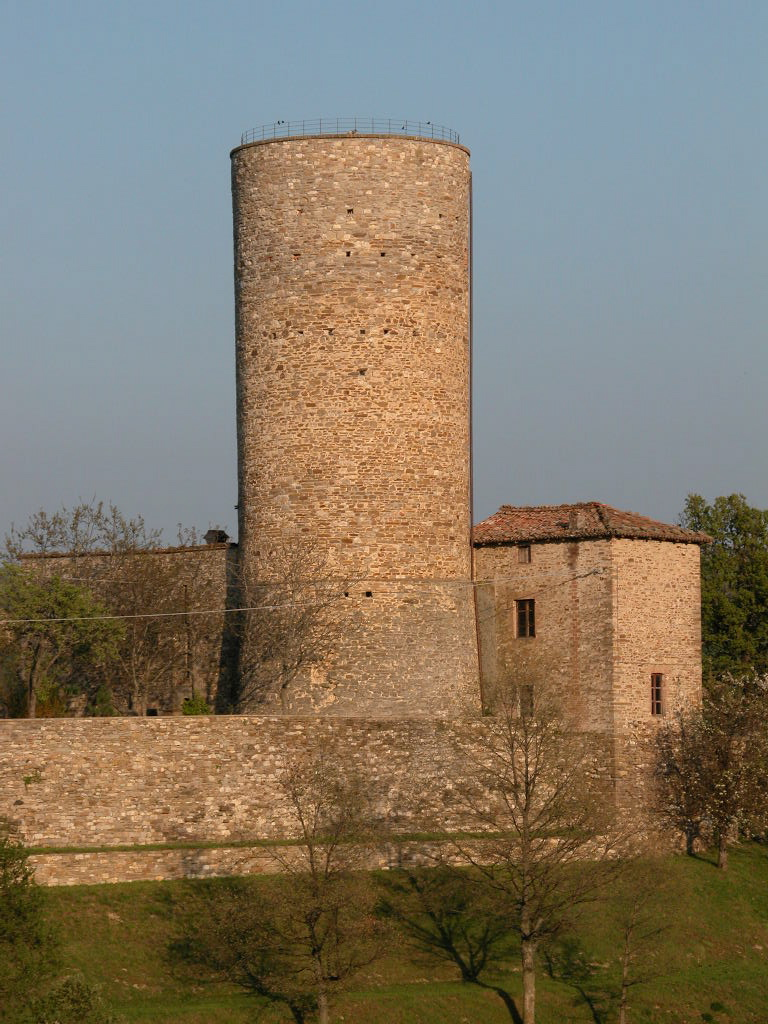
Il dongione del castello di Monteventano

Castello di MonteventanoSituato sulla cima da cui prende il nome, alta 420 m s.l.m. e caratterizzata da pendici scoscese su tutti i lati. Fu assediato e conquistato da Federico Barbarossa e, poi, dai ghibellini guidati da Ubertino Landi che lo incendiarono. Successivamente fu sotto il controllo della famiglia Arcelli, dal XIV al XVII secolo. Durante la resistenza ospitò le brigate partigiane di Giustizia e Libertà. L'intero complesso è dominato dal dongione, alto 30 m e posto lungo uno dei lati. Nei pressi del campanile della chiesa della Natività della Beata Vergine Maria si trovano i resti di una seconda torre, di forma semicircolare.
Castello di PavaranoPosto sulla sommità dell'omonimo monte, appartenne agli Arcelli nel XIV secolo, per poi passare agli Sforza ai quali rimase fino alla fine del XVII secolo. Inizialmente circondato da due ordini di mura, fu completamente abbandonato tra la fine dell'Ottocento e l'inizio del novecento, subendo, col tempo, anche profonde alterazioni rispetto alla struttura originaria. Dell'edificio originale sono conservate le mura perimetrali a scarpata; sul lato che dà a monte, si trova una serie di piccole finestre trilitiche.
Castello di PoggioloCostruzione intermedia tra castello e dimora nobiliare, venne realizzata durante il Cinquecento in seguito alla caduta in rovina del Castelvecchio di Piozzano. La facciata presente due archi a tutto sesto, mentre le mura perimetrali, costituite in pietra e ciottoli, si presentano fortemente scarpate e di consistente sezione.
CastelvecchioConosciuto anche come castello di Piozzano, fu di proprietà del monastero di San Savino di Piacenza, per poi essere assegnato come possesso dei conti di Lomello, passando in seguito agli Arcelli, quindi ai Veggiola, e, per estinzione della loro discendenza maschile, ai Paveri Fontana. Nel 1636 venne conquistato e distrutto dagli spagnoli; a seguito di tale distruzione venne edificato un nuovo fortilizio con due basse torri d'angolo, detto la Canova, sempre possesso dei Paveri Fontana che lo tennero sino alla fine del ‘700 quando lo cedettero alla famiglia Rizzi. Pur rimaneggiato negli anni, presenta ancora l'originaria pianta rettangolare e un doppio ordine di loggiati nel cortile. La tradizione vuole che un cunicolo sotterraneo lo colleghi al vicino castello di Casanova Chitti.
Castello di ValorosaSituato nei pressi della frazione di Montecanino, che lo domina dall'alto, si compone di un edificio realizzato in pietra, una solitaria torre con ponte levatoio e un corpo laterale più recente. Al corpo principale si accede tramite un portale ad arco acuto realizzato in arenaria. Sul fronte principale del corpo si trovano due piccole finestrelle e una feritoia che suggeriscono che la costruzione dell'edificio sia avvenuta intorno al XIII secolo. Dirimpetto al castello, sulla sponda opposta di un piccolo torrente, sorge la Valorosetta, un edificio rurale fortificato.
Castello di VeiCastello a pianta rettangolare, già pochi anni dopo la sua edificazione venne trasformato per usi rurali subendo una graduale decadenza. Del complesso resta, al centro, un corpo più alto, unica rimanenza della torre e parte più antica ancora presente. Completamente abbandonato, si presenta in pessimo stato di conservazione.
Residenza fortificata di DamessanoComplesso rurale fortificato costruito nel basso medioevo a partire da una torre o un piccolo fortilizio preesistenti. L'edificio, pur non citato in testi risalenti al medioevo, si inseriva nel sistema difensivo del limitrofo castello di Monteventano.
Torre RizziComplesso caratterizzato da una torre, costruita tra il 1430 e il 1440 su iniziativa della famiglia Da Veggiola, a cui poi venne aggiunta una costruzione fortificata. La torre si presenta in posizione decentrata rispetto al resto dell'edificio. All'interno si trova una corte, caratterizzata dalla presenza di porticati decorati da formelle realizzate in terracotta.

## Società

### Evoluzione demografica
Abitanti censiti

## Cultura
Questo paese fa parte del territorio culturalmente omogeneo delle quattro province (Alessandria, Genova, Pavia, Piacenza), caratterizzato da usi e costumi comuni e da un importante repertorio di musiche e balli molto antichi. Strumento principe di questa zona è il piffero appenninico che accompagnato dalla fisarmonica, e un tempo dalla müsa (cornamusa appenninica), guida le danze e anima le feste.

## Geografia antropica

### Frazioni

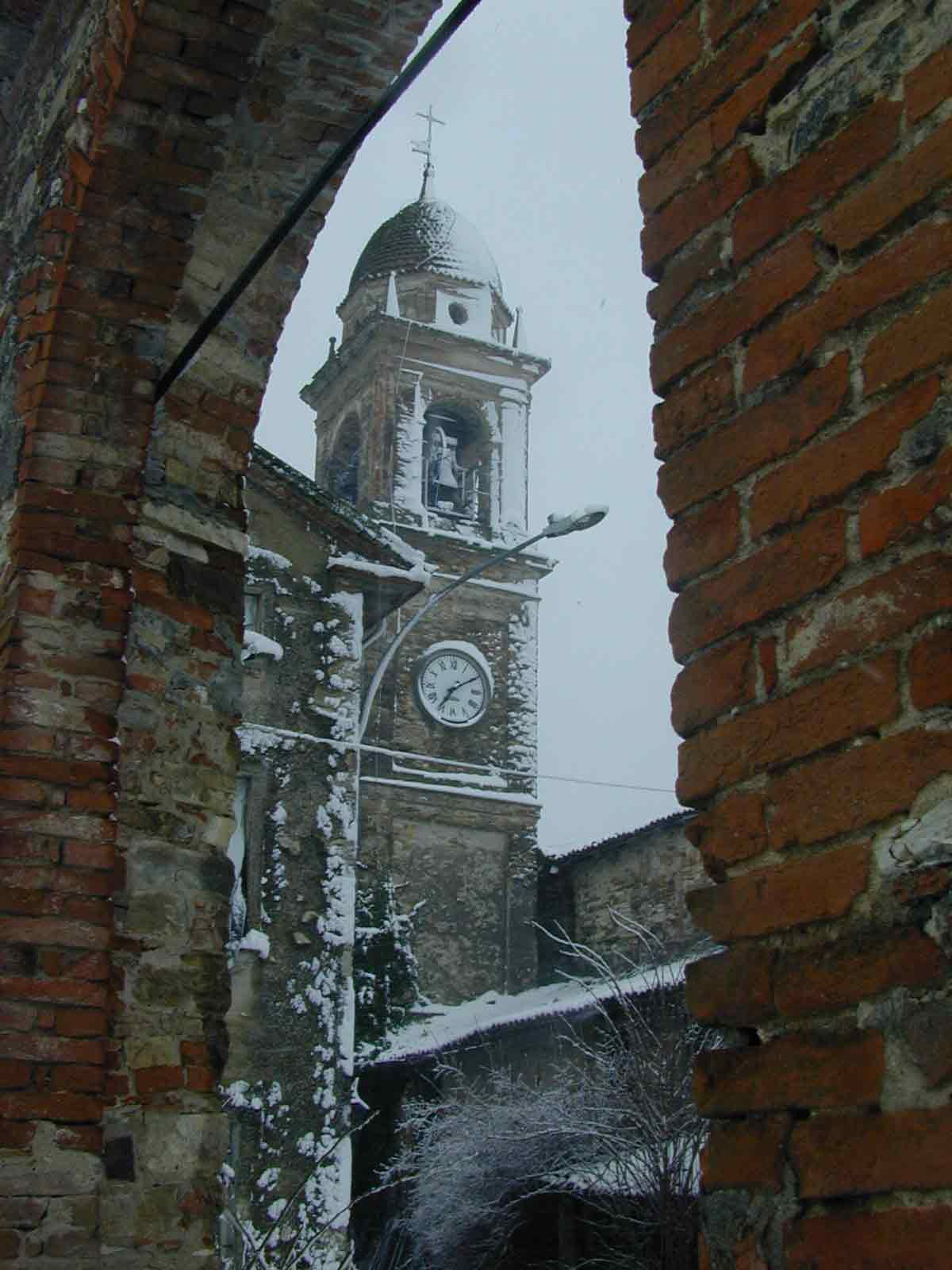
Pieve di San Vitale Martire nella frazione di Pomaro (948)

#### Pomaro
Già citato nella tabula alimentaria traianea, il nome di Pomaro ritorna a comparire definitivamente in documenti a partire dall'anno 850. Nella frazione si trova la pieve di San Vitale Martire, costruita a partire dall'XI secolo su di un preesistente edificio già documentato in una fonte risalente all'896, e più volte rimaneggiata. La chiesa è formata da un'unica navata, divisa in tre campate con volte a crociera e presenta un altare in marmo policromo. Fino al 1877, prima del trasferimento del comune a Piozzano, Pomaro è sede comunale

#### Montecanino
Già citata come Pomaro nella tabula alimentaria traianea, la frazione si trova sulle pendici di un colle posto sulla sponda sinistra del torrente Luretta. Nella frazione sono presenti i resti dell'omonimo castello, edificato a partire dall'XI secolo, distrutto una prima volta da Federico Barbarossa nel XII secolo e successivamente ricostruito e abbandonato. Nella zona originariamente adibita a scuderia è stata edificata la chiesa di san Giovanni Evangelista, il cui campanile è sorto sopra u una torre del castello. Nelle vicinanze si trova anche il castello della Valorosa, in condizioni di conservazioni migliori rispetto all'altro fortilizio.

#### Vidiano Soprano
Borgo risalente al X secolo, già appartenente alla Mensa Vescovile di Piacenza, durante il medioevo ospitò un castello, successivamente caduto in degrado, i cui ultimi resti, ormai pericolanti, vennero abbattuti nei primi anni del novecento.

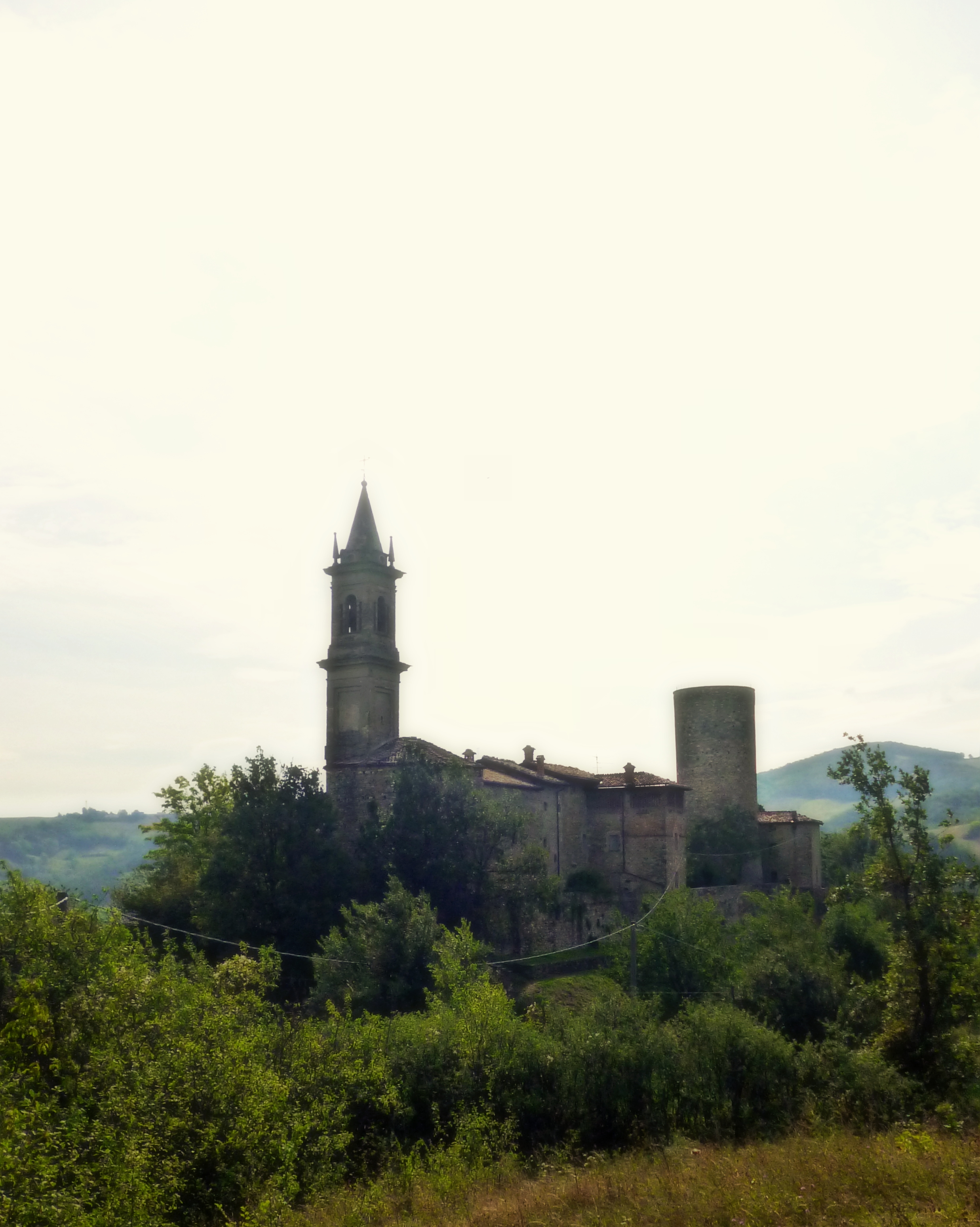
Monteventano

#### Monteventano
Nella frazione si trovano i resti del castello, distrutto nel 1164, con l'imponente torre a base circolare e l'absidiola dell'originaria chiesa romanica, successivamente inglobata nella successiva chiesa della Natività della Beata Vergine con la funzione di cappella battesimale. Durante la resistenza il castello fu sede del distaccamento autonomo di Monteventano delle brigate partigiane di Giustizia e Libertà.

#### San Gabriele
La frazione ospita la chiesa dedicata a San Gabriele, costruita tra il IX e il X secolo, che si caratterizza come una delle chiese più antiche della provincia. L'edificio, citato per la prima volta nell'881 in un documento che ne certificava la donazione da parte dell'imperatore Carlo il Grosso al vescovo di Parma Guibodo, presenta un'originale pianta centrale a tre absidi,di questi l'abside romanica presenta fregi zoomorfi sul fastigio delle monofore.

## Economia
Le attività prevalenti del territorio piozzanese sono agricoltura, con una produzione dedicata prevalentemente ai cereali e alla viticoltura, e allevamento, in particolar modo bovino ed equino. La tradizione agricola, si riflette anche sulla forte presenza sul territorio di ristoranti e agriturismi i quali nel 2000 rappresentavano insieme la metà del totale delle attività economiche del settore terziario attive nell'intero territorio comunale.

## Infrastrutture e trasporti
Il territorio comunale è attraversato dalla strada provinciale 7 bis di Piozzano che collega Piozzano con Agazzano, dalla strada provinciale 65 della Caldarola che, tramite l'omonimo passo, conduce in val Trebbia e dalla strada provinciale 60 di Croce che si dirama dalla strada provinciale 65 e scende in val Tidone fino a congiungersi con la strada statale 412 della Val Tidone a Trevozzo, in comune di Alta Val Tidone.

## Amministrazione
Di seguito è presentata una tabella relativa alle amministrazioni che si sono succedute in questo comune.
| Periodo        | Periodo        | Primo cittadino               | Partito                         | Carica  | Note   |
| -------------- | -------------- | ----------------------------- | ------------------------------- | ------- | ------ |
| 30 giugno 1985 | 2 giugno 1990  | Pierluigi Elefanti            | Democrazia Cristiana            | Sindaco | [ 34 ] |
| 2 giugno 1990  | 24 aprile 1995 | Pierluigi Elefanti            | Democrazia Cristiana            | Sindaco | [ 34 ] |
| 24 aprile 1995 | 14 giugno 1999 | Pierluigi Elefanti            | Lista civica                    | Sindaco | [ 34 ] |
| 14 giugno 1999 | 14 giugno 2004 | Mauro Segalini                | Lista civica                    | Sindaco | [ 34 ] |
| 14 giugno 2004 | 8 giugno 2009  | Mauro Segalini                | Lista civica                    | Sindaco | [ 34 ] |
| 8 giugno 2009  | 26 maggio 2014 | Bruno Repetti                 | Lista civica                    | Sindaco | [ 34 ] |
| 26 maggio 2014 | 27 maggio 2019 | Lorenzo "Giuseppe" Burgazzoli | Lista civica Uniti per Piozzano | Sindaco | [ 34 ] |
| 27 maggio 2019 | 9 giugno 2024  | Lorenzo "Giuseppe" Burgazzoli | Lista civica Uniti per Piozzano | Sindaco | [ 34 ] |
| 9 giugno 2024  | in carica      | Carlo Brigati                 | Lista civica Per Piozzano       | Sindaco | [ 34 ] |

### Altre informazioni amministrative
Piozzano ha fatto parte della comunità montana Appennino Piacentino fino al suo scioglimento, avvenuto nel 2013. In seguito a ciò, è entrato a far parte dell'Unione Montana Valli Trebbia e Luretta.